# كينغ كاسي كابويتا
كينج كاسي كابويتا، (ولدت في 13 أكتوبر 1988)، ومعروفة باسم كينغ كاسي، وهي ممثلة وصانعة أفلام من زامبيا. وهي معروفة أيضًا بظهورها في المسلسل التلفزيوني الزامبي «يحب الألعاب» بدور كانسوا تشيليشي، ودورها في فيلم «الغرق أو السباحة: الرحلة المحفوفة بالمخاطر» لعام 2015. كابويتا هي أيضًا الرئيس التنفيذي لشركة الإنتاج الخاصة بها «كينغ كاسي إمباير» وهي السفيرة الحالية لمهرجان الفيلم الأفريقي. كما أنها أول ممثلة زامبية تظهر في فيلم لنوليوود، وتتعاون مع النيجيريين والغانيين والتنزانيين والكينيين، وهي واحدة من رواد عصر السينما في السينما الزامبية.

## بدايتها وتعليمها
ولدت كابويتا في كابوي في 13 أكتوبر 1988 في ندولا. بدأت التمثيل والكتابة الإبداعية والشعر في سن السابعة، وفي يونيو 2009، انتقلت إلى دار السلام بتنزانيا، حيث بدأت بممارسة هوايتها.
التحقت كابويتا بمدرسة بوتيكو الأساسية وكانت رئيسة مدرسة لونشيا الثانوية للبنات، كما درست إدارة الضيافة في كلية سبيبيس.

## حياتها المهنية
كابويتا هي واحدة من رواد صناعة السينما في زامبيا، حيث أصبحت الممثلة الأكثر شهرة في زامبيا.
في عام 2015، كرمتها جوائز موابي بير في نيويورك بالولايات المتحدة بجائزة أفضل نجمة صاعدة بناءً على مساهمتها في السينما الزامبية، مما يجعلها أول ممثلة تحصل على الجائزة.
وفي عام 2017، أنتجت فيلمها الثاني عن التوعية بالعنف الجنسي والعنف القائم على النوع الاجتماعي، وهو فيلم «كواتشا»، والذي شارك فيه ممثلين من تنزانيا وزامبيا.